# 朗屏站公共運輸交匯處

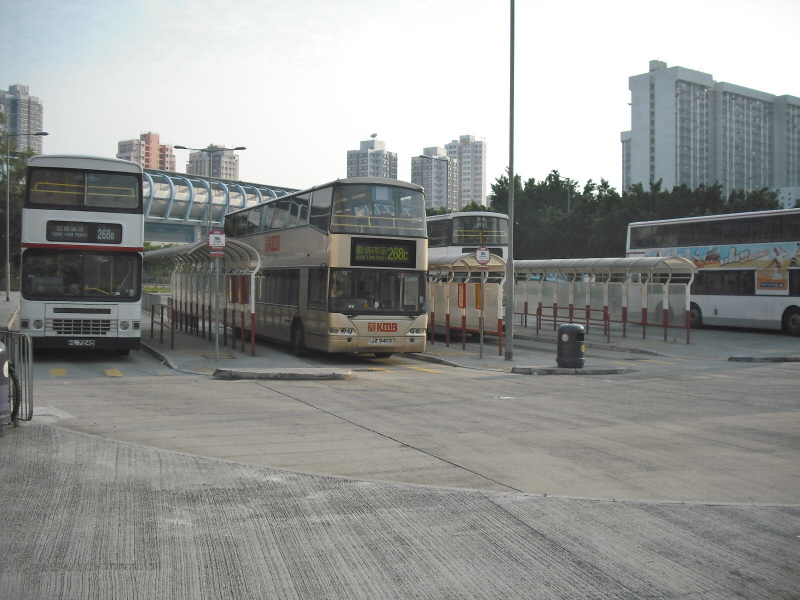
朗屏站公共運輸交匯處舊址

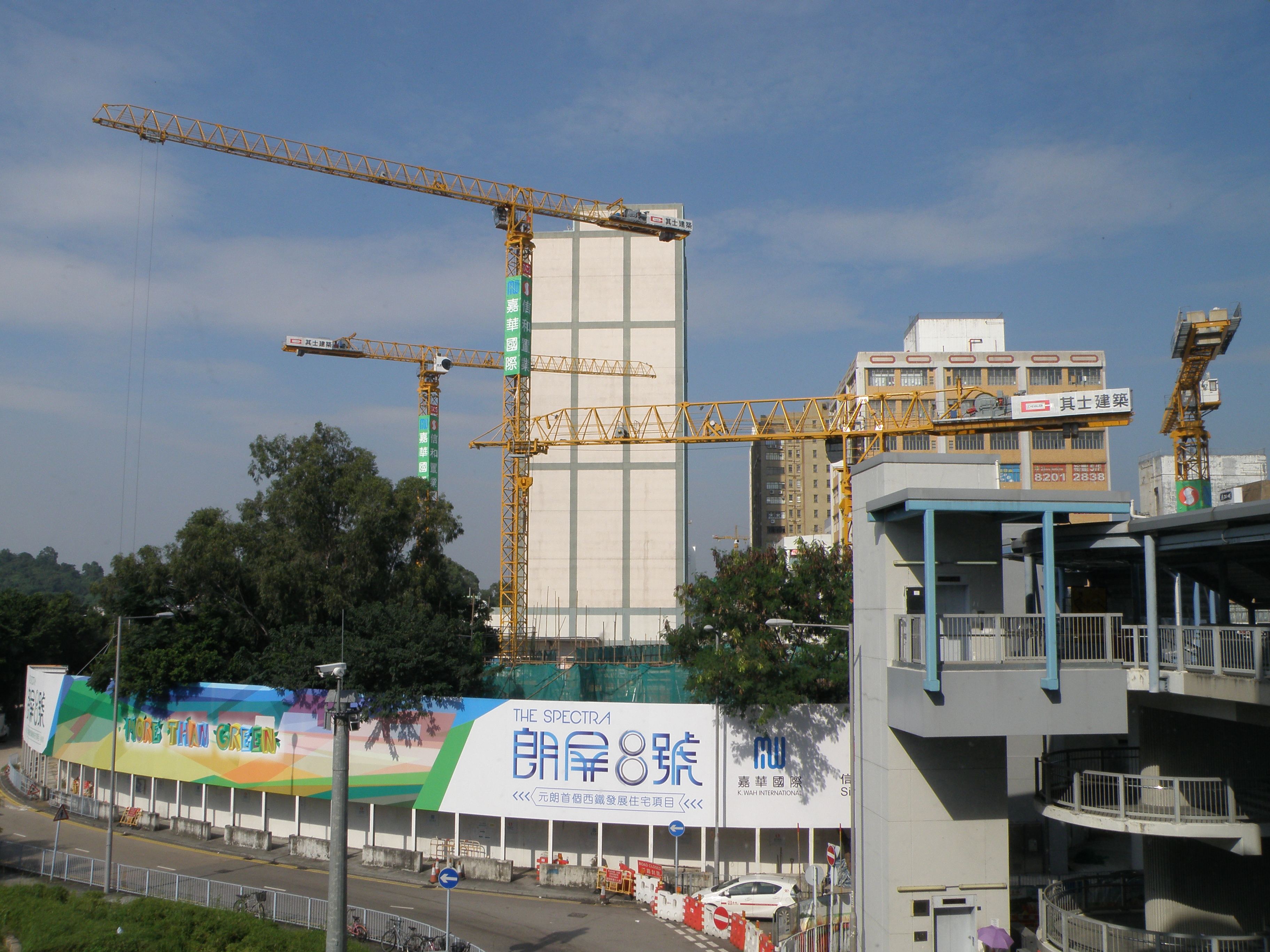
舊址現為住宅項目朗屏8號

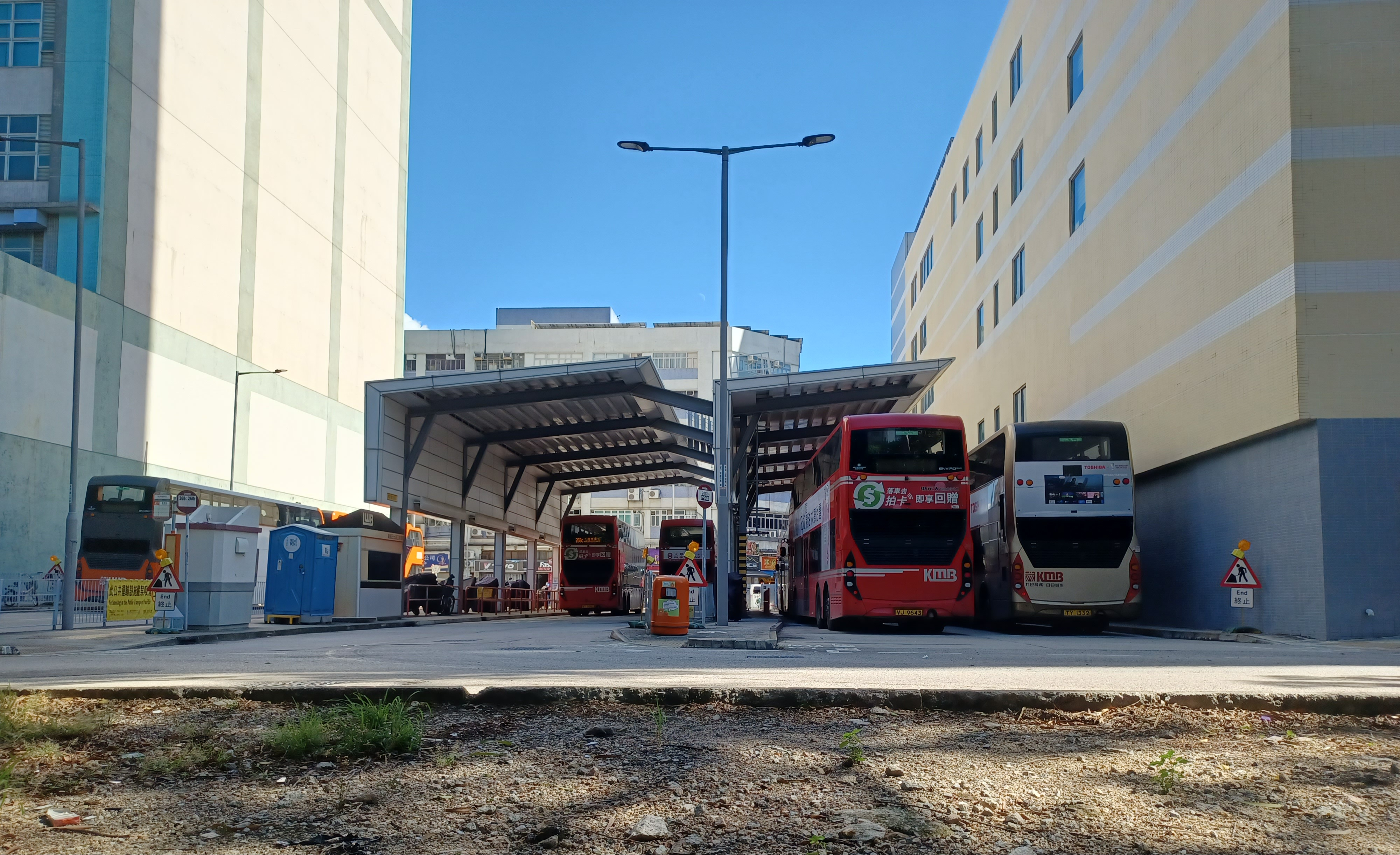
朗屏站公共運輸交匯處（2022年11月）

朗屏站公共運輸交匯處（英語：Long Ping Station Public Transport Interchange）是港鐵朗屏站附屬的公共運輸交匯處（但實際上離朗屏站有一定距離），位於香港新界元朗區東頭工業區擴業街與科業街交界，現時有4條巴士路線以此為總站。

## 歷史及未來發展
該處原為魚類批發市場，為配合九廣西鐵（今屬屯馬綫）朗屏站而更改用途，以興建住宅及公共運輸交匯處；原來的批發市場搬至凹頭博愛交匯處附近。舊交匯處位於擴業街、宏業南街之間，因應上蓋物業發展（朗屏8號），已於2014年6月28日永久關閉並遷移至新交匯處。新交匯處設有2條車坑，規模較設有4條車坑的舊交匯處細及其位置越來越遠離朗屏站。

## 總站路線資料

### 九龍巴士268B線
- 朗屏站 ↔ 紅磡（紅鸞道）

於2004年2月2日投入服務，途經朗屏邨、元朗市中心、大欖隧道、西九龍公路、油麻地（只限回程）、佐敦、尖沙咀及尖沙咀東，只於平日繁忙時間及假日提供服務。

### 九龍巴士268C線
- 朗屏站 ↔ 觀塘碼頭

於2004年2月24日投入服務，途經朗屏邨、元朗市中心、大欖隧道、青葵公路、呈祥道、黃大仙、新蒲崗、九龍灣、牛頭角及觀塘市中心。

### 九龍巴士268P線（下午班次）
- 觀塘碼頭 → 朗屏站

### 過海隧道巴士P968線（每日08:30前去程班次）
- 朗屏站 →  銅鑼灣（天后）

### 龍運巴士A37線
- 朗屏站 ↔ 機場（地面運輸中心）

於2016年7月25日投入服務，2021年6月20日起改經朗屏邨、香港濕地公園、天逸邨、天悅邨、天水圍市中心、天慈邨、屏欣苑、洪水橋、元朗公路、龍富路、屯門赤鱲角隧道及港珠澳大橋香港口岸。

## 途經路線資料

### 過海隧道巴士968X線
- 元朗（德業街） ↔ 鰂魚涌（英皇道）

### 九龍巴士68X線（特別班次）
- 朗屏邨悅屏樓 → 旺角（柏景灣）

### 九龍巴士268X線（特別班次）
- 朗屏邨悅屏樓 → 佐敦（西九龍站）

## 外部連結
- 九巴 （页面存档备份，存于）
- 香港巴士大典上的相关条目：朗屏站公共運輸交匯處